# Hřbitov v Ostravě-Vítkovicích
Hřbitov v Ostravě-Vítkovicích se nachází v katastrálním území Vítkovice na parcele č. 192/1 o výměře 59 454 m². Byl postaven v roce 1913.

## Historie
Původní hřbitov ve Vítkovicích z let 1887–1889, dnešní park Jožky Jabůrkové, nestačil svou kapacitou rozvíjejícímu se městu. Náhradou byla vybrána rovina v blízkosti Hrabůvky. Návrh hřbitova vypracoval vedoucí stavebního oddělení Vítkovického horního a hutního těžířstva (VHHT) Ludwig Fiala. Původní plán počítal s kapacitou 36 000 hrobových míst rozdělených do tří samostatných sekcí pro katolíky, evangelíky a židy. Ústřední osa hřbitova byla ukončena novoromantickým kamenným křížem. V plánech se počítalo s výstavbou umrlčí komory, krematoria a ohradní zdi s bránami zdobenými obklady z valounků a kovovými vraty zdobenými rostlinnými motivy.
Výstavbu narušila první světová válka a nedostatek financí. Z plánů byla realizován výstavba márnice a v čelní straně hřbitova v ohradní zdi byly postaveny vstupní brány. Dne 8. září 1914 byl hřbitov a hřbitovní kříž od firmy Adolf Suess & Comp. slavnostně vysvěcen. Ve dvacátých letech 20. století byla dostavěna hřbitovní kaple s obřadní síní, s pitevnou a byty pro hrobníka a zahradníka. 
V šedesátých letech 20. století bylo uvažováno o zrušení hřbitova, tím byla zanedbávána péče a hřbitov začal chátrat. V devadesátých letech byla provedena obnova a hřbitov byl opraven. Hřbitov je ve správě Úřadu městského obvodu Vítkovice.

## Popis
V současné době (2021) se hřbitov nachází v jihozápadní části městského obvodu Vítkovice mezi ulicemi Závodní, Na obvodu a Moravská. Je druhým největším hřbitovem v Ostravě, na kterém se nacházejí i starší hroby, které byly pravděpodobně přeneseny ze starého vítkovického hřbitova. Hřbitov je ohrazen a rozdělen na třicet sekcí s kapacitou devět tisíc hrobů. Nachází se zde venkovní kolumbárium, vsypová loučka, kulturní památky a dostatek vzrostlých stromů a keřů. Hlavní vstup pro pěší je z ulice Závodní jednokřídlou brankou a pro vjezd jsou zde dvě dvoukřídlé brány s přístupovou komunikací ze zámkové dlažby a asfaltu. Brána je považována za kvalitní stavební projev s prvky secesního dekorativismu. Boční vstup pro pěší vede z ulice Na Oblouku jednokřídlou brankou s přístupovou cestičkou ze zámkové dlažby.
Hřbitov je významným krajinným prvkem a příkladem funerální architektury a umění pozdní secese s doplněním klasicizujících a moderních prvků pozdější zástavby.

## Hroby
V období první světové války zde byli pohřbeni vojíni různých národností. V roce 1918 byl postaven pomník u hromadného hrobu italských válečných zajatců, kteří pracovali ve Vítkovických železárnách a ostravských dolech. V letech 1930–1932 byla postavena krypta, do které byly sneseny ostatky válečných zajatců pohřbených v různých částech Ostravy. V období druhé světové války zde byli pochováni němečtí vojáci a civilní osoby německé národnosti, jejichž ostatky byly v roce 1999 exhumovány a přeneseny k pohřbení do Brna a Valašského Meziříčí.
Významná hrobová místa:
- Krypta z třicátých let 20. století se nachází v sekci VI, je obdélníkového půdorysu o rozměrech 16 × 7 m a je zdobena sousoším z bílého mramoru na dvoustupňovém podstavci, jehož architektem je akademický malíř František Juráň. Sousoší představuje stojícího vojáka rakousko-uherské armády, který drží v náručí zraněného druha. Na podstavci pod letopočtem 1914-1918 je v kovu vyrytý reliéf doutnající miny ve spodní části olemovaný vavřínovými ratolestmi. V mauzoleu je uloženo na 1538 exhumovaných vojínů italské, československé, polské, ruské, maďarské, rakouské, rumunské a německé národnosti. Kryptu v hodnotě 1,8 milionů korun nechala postavit Městská rada v Moravské Ostravě po dohodě s Ministerstvem obrany a Zemským vojenským velitelem v Brně.[9]
- Pomník obětem první a druhé světové války se nachází v sekci VI. Na kamenném podstavci je umístěna socha lva symbol československé státnosti. Na solu je letopočet 1914–1918 a 1939–1945.[10][9]
- Pomník italským zajatcům byl odhalen v roce 1918 a představoval náhrobní kámen osazený železným křížem. V roce 1927 byl odhalen a vysvěcen nový pomník, který nechalo postavit VHHT. Pomník představuje kamenný podstavec se třemi dórskými sloupy na podstavci je nápis:

IN SIGNO ROMANAE FORTITUDINIS MORTUI RESURGUNT (Ve znamení římské statečnosti zemřelí opět povstanou)
- Hrob generálporučíka Mikuláše Končického příslušníka 1. čs. samostatné tankové brigády v SSSR, účastníka bojů na Dukle, u Jasla a velitele tankové čety při Ostravsko-opavské operaci na jaře 1945.[9]

- Pomník a společný hrob horníků zastřelených při stávce v roce 1890 byl odhalen na vítkovickém hřbitově v roce 1972 jako připomínka krvavého potlačení sociálních nepokojů na Ostravsku v roce 1890 v souvislosti s přípravou oslav 1. máje.[11] Pomník byl zapsán do Ústředního seznamu kulturních památek České republiky v roce 1974.[12]

- Hrob obětí zastřelených při hladových demonstracích v roce 1917 byl odhalen na vítkovickém hřbitově v roce 1972 jako připomínka krvavého potlačení tzv. hladových demonstrací na Ostravsku v roce 1917 v souvislosti s nevydáním potravinových přídělů ženám ve Vítkovicích.[13] Pomník byl zapsán do Ústředního seznamu kulturních památek České republiky v roce 1974.[14]

## Galerie

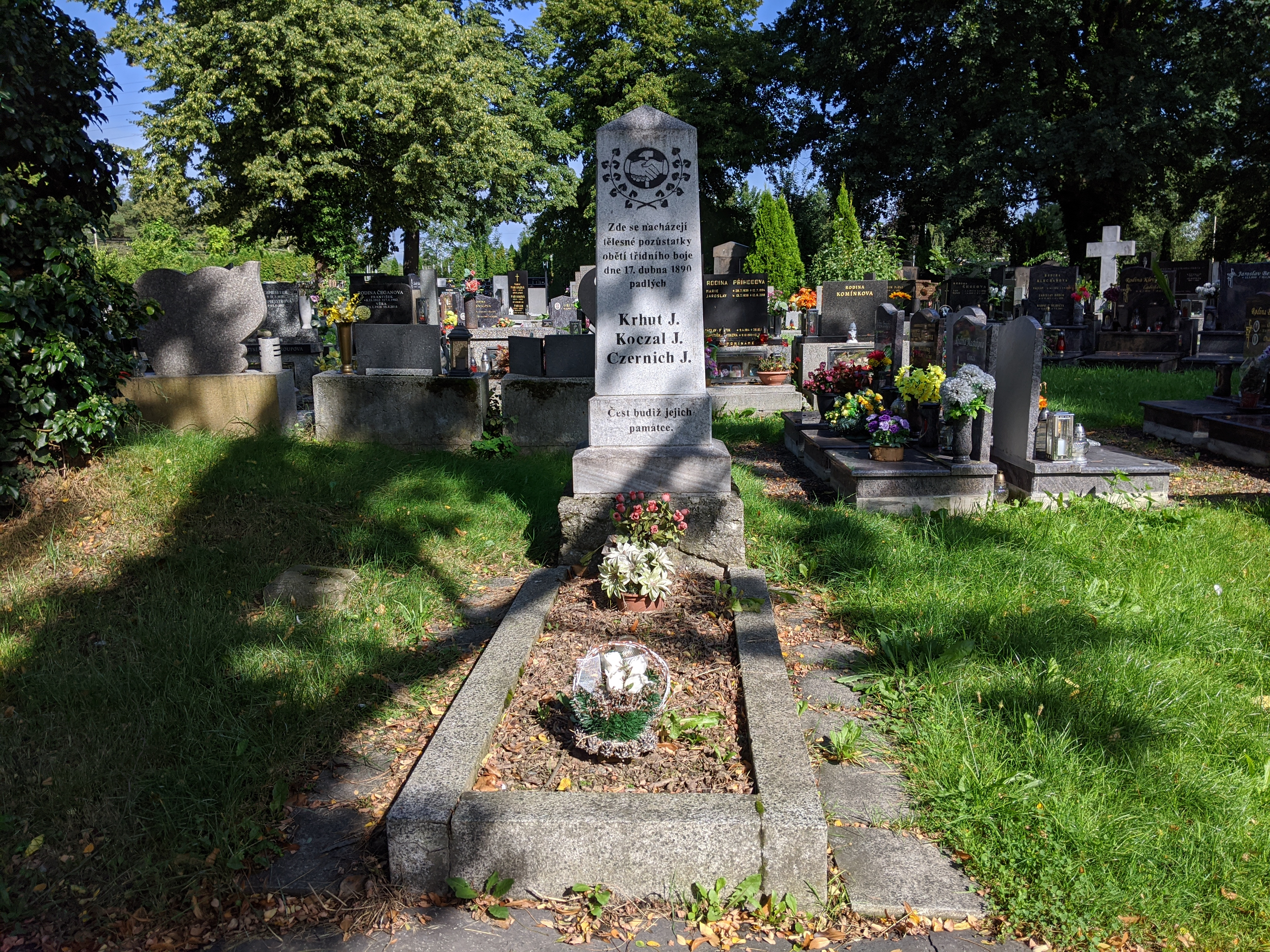
Pomník a hrob horníků zastřelených při stávce v roce 1890
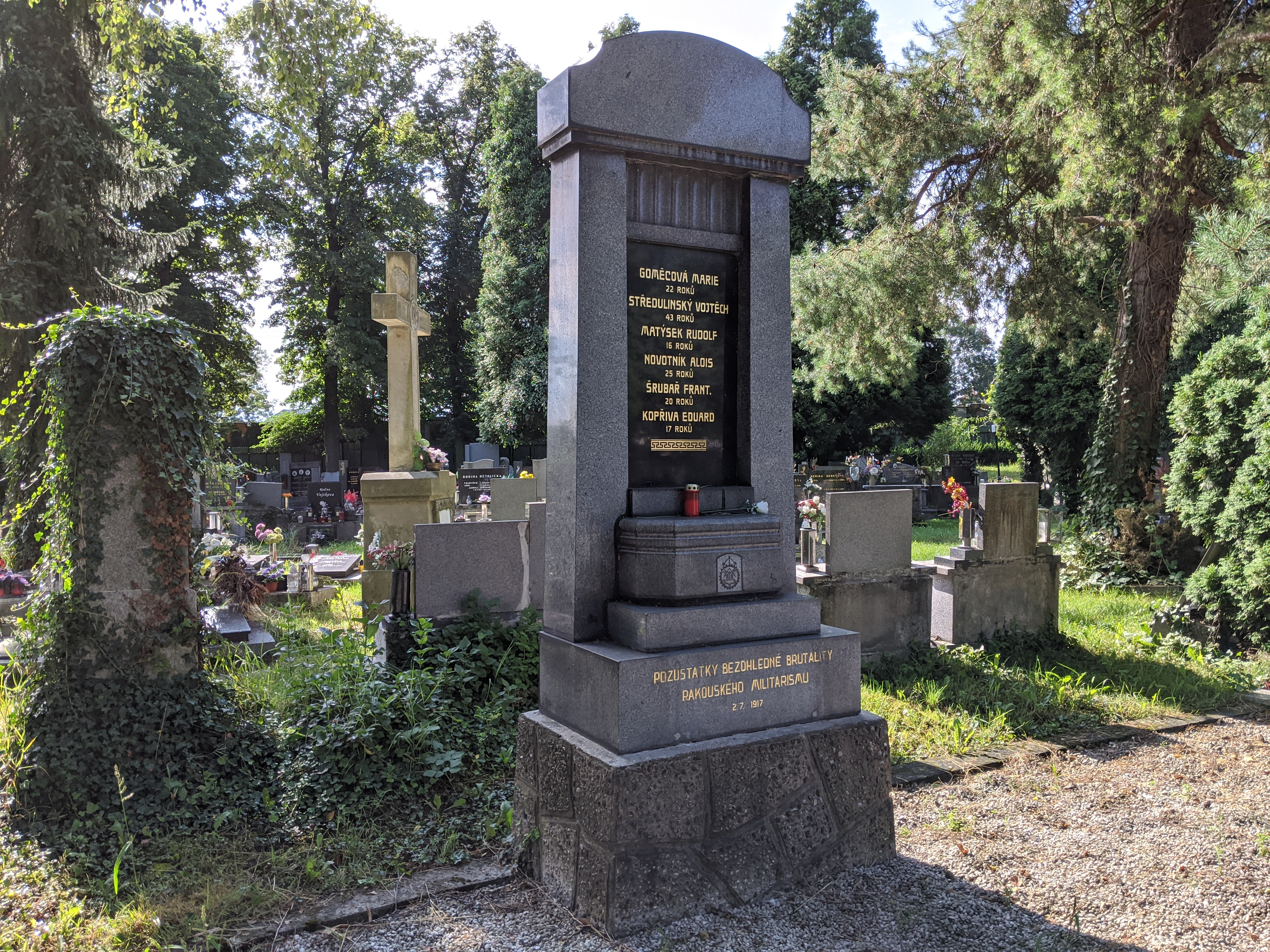
Hrob obětí zastřelených při hladových demonstracích v roce 1917